# Gyroscala lamellosa
Gyroscala lamellosa är en snäckart som först beskrevs av Jean-Baptiste Lamarck 1822.  Gyroscala lamellosa ingår i släktet Gyroscala och familjen vindeltrappsnäckor. Inga underarter finns listade i Catalogue of Life.